# Trần Lâm (nhà báo)
Trần Lâm tên thật là Trần Quảng Vận (1922–2011), nhà báo, một trong những người sáng lập và là người đầu tiên lãnh đạo Đài Tiếng nói Việt Nam, Đài Truyền hình Việt Nam, liên tục phụ trách Đài tiếng nói Việt Nam trong 43 năm (1945–1988).

## Cuộc đời và sự nghiệp
Trần Lâm sinh ngày 5 tháng 1 năm 1922 (tức 8 tháng 12 năm Tân Dậu), quê tại xã Đoàn Tùng, huyện Thanh Miện, tỉnh Hải Dương
Năm 1939, ông học Trường Bưởi, sau đó học Đại học Luật, tham gia phong trào Truyền bá Quốc ngữ do cụ Nguyễn Văn Tố làm chủ tịch.
Năm 1941, Trần Lâm gia nhập tổ chức Đảng Dân chủ Việt Nam (thành viên của Mặt trận Việt Minh).
Năm 1945, Trần Lâm làm giám đốc kiêm tổng biên tập Đài Tiếng nói Việt Nam.
Năm 1977, ông làm chủ nhiệm Ủy ban Phát thanh và Truyền hình Việt Nam.
Từ 1983 đến 1989, Trần Lâm làm phó chủ tịch Hội Nhà báo Việt Nam.
Từ 1976 đến 1981, Trần Lâm là Ủy viên dự khuyết Ban chấp hành Trung ương Đảng Cộng sản Việt Nam khoá IV. Từ 1982 đến 1986, ông là Ủy viên chính thức Ban chấp hành Trung ương Đảng Cộng sản Việt Nam khoá V.
Sau khi nghỉ hưu, ông còn tham gia ban lãnh đạo một số hội như Hội Người cao tuổi, Hội Sinh vật cảnh.
Không lâu sau sinh nhật lần thứ 90, ông đột ngột qua đời tại Hà Nội vào ngày 24/2/2011.

## Khen thưởng
Huân chương Độc lập hạng nhất (1996) và nhiều huân chương cao quý khác.

## Gia đình
Vợ ông là Trần Thị Ý, người Hà Nội, nữ sinh Trường Tư thục Thăng Long, sau làm phát thanh viên Đài Tiếng nói Việt Nam.
Trần Lâm và vợ có bốn người con: Trần Ngọc Dung (sinh 1950), Trần Kim Thu (sinh 1952), Trần Điện Biên (sinh 1954), Trần Bình Minh (sinh 1958). Con trai út của ông bà, Trần Bình Minh là nguyên Tổng Giám đốc Đài Truyền hình Việt Nam.